# ديتريش بيكر
ديتريش بيكر (بالألمانية: Dietrich Becker)‏ هو ملحن ألماني، ولد في 26 فبراير 1623 في هامبورغ في ألمانيا، وتوفي بنفس المكان في 12 مايو 1679.

## وصلات خارجية
- ديتريش بيكر على موقع ميوزك برينز (الإنجليزية)
- ديتريش بيكر على موقع ديسكوغز (الإنجليزية)